# الاهاسیلی، هایمانا
الاهاسیلی، هایمانا (به لاتین: Alahacılı, Haymana) یک منطقهٔ مسکونی در ترکیه است که در استان آنکارا واقع شده‌است.